# 100 опаких жена у историји
100 опаких жена у историји (енгл. 100 Nasty Women of History) је књига америчке новинарке Хане Џуел (енгл. Hannah Jewell) објављен 2017. године. Српско издање објавила је издавачка кућа "Лагуна" из Београда 2021. године у преводу Милице Цветковић.

## О аутору
Хана Џуел је новинарка која ради видео-прилоге за Вашингтон пост из области културе, политике и свакодневног живота. Књига 100 опаких жена у историји је њена прва књига.
Рођена је у Лондону али се као дете преселила у Калифорнију.

## О књизи
Књига преставља истините приче о невероватним женама које су мало познате у историји. То су приче о женама које су биле храбре, сјајне, неконвенционалне, политички свесне и сувише сиромашне да би добиле признање од својих савременика. Приче о женама које су сматрали превише опаким за своје време, превише гласним да би биле признате, превише смелим да би биле плаћене за свој рад и понекад превише одважним да би им било дозвољено да живе.
Како је ауторка књиге навела идеју за настанак књиге о опаким женама добила је након завршне дебате председничких избора у САД 2016. године. Том приликом је Доналд Трамп док је говорила Хилари Клинтон говорила о социјалној заштити изговорио речи као би описао своју противницу: "тако опака жена". Од тог тренутка реченица се задржала у јавности. Ауторка је у овој књизи описала опаке жене али оне које су успеле да изнервирају мушкарце зато што се нису понашале онако како се то од ње очекивало. Жене које су имале идеје које нису примерене жени. Жене које су убиле.

## 100 (104) опаких жена
Ауторка је приказала 100, односно 104 (под ставком "Сестре Мирабал" описане су четири сестре) опаких жена у историји које су веома различите и фасцинантне историјске личности. Сврстане су у следеће категорије:
Дивне древне чудакиње
- Хатшепсут (око 1507-1458.п.н.е.)
- Бригита из Килдаре (око 453-524.)
- Сапфо (око 630-570.г.п.н.е.)
- Сондок из Силе (?-647.)
- Кајзуран (?-789.)
- Саб (око 940-999.)
- Хилдегарда из Бингена (1098-1179)
- Марџери Кемп (око 1373-1438)

Жене с импресивним бројем убистава
- Артемизија I из Карије (5. век п.н.е.)
- Етелфлед (око 870-918.)
- Елфтрит (око 945-1000/1001)
- Зенобија (око 240-274.)
- Томое Гозен (око 1157-1247)
- Сорхатани Беки (?-1252)
- Ву Меј (16./17. век)
- Султанија Косем (1589-1651)
- Царица Ву (624-705.)
- Ласкарина Бубулина (1771-1825)
- Чинг Ших (1775-1844)

Жене које су биле генијалне упркос томе што су девојке (у поднаслову стоји: сви знају да девојке не могу бити генијалке)
- Хипатија (око 355-415.)
- Фатима ел Фихри (око 800-880.)
- Ванг Џењи (1768-1797)
- Џанг-гум (15. - 16. век)
- Артемизија Ђентилески (1593-око 1656)
- Раден ађенг Картини (1879-1904)
- Еми Нетер (1882-1935)
- Нана Асмау (1793-1864)
- Џин Макнамара (1899-1968)
- Ени Џамп Кенон (1863-1941)
- Сесилија Пејн-Гапошкин (1900-1978)
- Хедли Ламар (1914-2000)
- Луиза Аткинсон (1834-1872)
- Лора Реден Сиринг (1839-1923)
- Габријела Бример (1947-2000)

Жене које су писале опасне ствари(у поднаслову стоји: како то замишљају ужасни мушкарци)
- Мурасаки Шикибу (око 973/978-1014/1031)
- Ујала бинт ел Махди (око 777-825.)
- Сестра Хуана Инес де ла Круз (1651-1695)
- Тарабај Шинде (1850-1910)
- Филис Витли (око 1753-1784)
- Нели Блај (1864-1922)
- Елизабет Харт (1772-1833)
- Ховита Идар (1885-1946)
- Луиза Мак (1870-1935)
- Беатрис Потер Веб (1858-1943)
- Хулија де Бургос (1914-1953)
- Мари Шове (1916-1973)
- Забел Јесајан (1878-1943)
- Сестре Мирабал (Патрисија Мерседес Мирабел Рејес 1924-1960; Белхика Адела Мирабал Рејес 1925-2014; Марија Архентина Минерва Рејес 1926-1960; Антонија Марија Тереса Мирабал Рејес 1935-1960)
- Мери Вулстонкрафт (1759-1797)
- Ајда Б. Велс-Барнет (1862-1931)
- Франсес Елен Волкинс Харпер (1825-1911)
- Етел Пејн (1911-1991)

Жене које су носиле панталоне и бавиле се ужасавајућим хобијима
- Ени Смит Пек (1850-1935)
- Џин Батен (1909-1982)
- Кутулун (око 1260-1306)
- Панчо Барнс (1901-1975)
- Жили Д‘Обињи (1670/1673-1707)
- Лилијан Бланд (1878-1971)
- Лотфија Елнади (1907-2002)

Жене које су се бориле против империја и расиста
- Нани, краљица Маруна (око 1686-1755)
- Нзинга Анголска (око 1583-1663)
- Рани Ченама (1778-1829)
- Лакшми Беј, рани од Џансија (1828-1858)
- Јаа Ашантева (0о0 1840-1921)
- Јинд Каур (1817-1863)
- Лозен (око 1840-1889)
- Фунмилајно Рансом-Кути /1900-1978)
- Краљица Лилиуокалани (1839-1917)
- Фани Кокран Смит (1834-1905)
- Лилијан Нгоји (1911-1980)
- Миријам Макеба (1932-2008)
- Теа Пуеа Херанги (1883-1952)
- Вина Купер (1895-1994)
- Сузан ла Флеш Пикот (1865-1915)
- Соџернер Трут (око 1797-1883)

Жене које су умеле добро да се проводе
- Царица Теодора (око 500-548.)
- Валада бинт ал Мустакфи (око 1001-1091)
- Нел Гвин (1650-1687)
- Жорж Санд (1804-1876)
- Луси Хикс Андерсон (1886-1954)
- Мерседес де Акоста (1893-1968)
- Гледис Бентли (1907-1960)
- Коксинел (1931-2006)
- Ум Култум (?-1975)
- Џозефина Бејкер (1906-1975)

Жене које су ударале по нацистима(у поднаслову стоји: метафорички, али не и сасвим)
- Софија Шол (1921-1943)
- Хана Арент (1906-1975)
- Нур Инајат Кан (1914-1944)
- Дороти Томсон (1893-1961)
- Ирена Сендлер (1910-2008)

Ваши нови револуционарни узори
- Олимп де Гуж (1748-1793)
- Поликарпа Салаваријета (1795-1817)
- Софија Перовскаја (1853-1881)
- Александра Колотај (1872-1952)
- Хуана Азурдуј (1781-1862)
- Роза Луксембург (1871-1919)
- Констанс Маркијевич (1868-1927)
- Луиса Морено (1907-1992)
- Џејабен Десај (1933-2010)